# Ферейра Гомис
Ферейра Гомис (на португалски: Ferreira Gomes) е град — община в централната част на бразилския щат Амапа. Общината е част от икономико-статистическия микрорегион Макапа, мезорегион Южна Амапа. Населението на общината към 2010 г. е 5772 души, а територията е 5046.696 km2 (1,14 д./km²).
Граничи с общините Пракууба и Тартаругалзиньо на север, с Кутиас на изток, с Макапа на югоизток, с Порто Гранди на югозапад и със Сера до Навио на северозапад.

## История
Община Ферейра Гомис е създадена със закон № 7.639, от 17 декември 1987 г. Сред историческите фактори на нейното развитие до политическата ѝ еманципация като самостоятелна община, се отличава стратегическото ѝ местоположение на междущатската магистрала BR-156.

## Икономика
Икономиката на общината се основава на първичния сектор (земеделието и животновъдството), а в последно време — на инвестиции в туризма, чрез провеждането на събития и построяването на инфраструктура, ориентирана към използването на природните дадености.
Аграрният сектор се отличава с плантациите на маниока, от чието брашно, примесено с риба се прави известното „брашно от пиракуи“. Значителни са и насажденията от царевица и банани.
Отглеждането на крави и биволи, както и свине, също е една от основните икономически дейности.
В последните години, рибният сектор генерира значителни приходи за Ферейра Гомис, като основната част е предназначена за износ.
Във вторичния сектор, въпреки че местността е богата на глина, общината не разполага с необходимите ресурси за увеличение на производството. От друга страна, съществува едно предприятие за преработка на мляко и млечни деривати, както и няколко дъскорезници. Подобно на останалите общини в щата Амапа, основните приходи са резултат от държавни инвестиции.